# Médersa Bayezid
 (octobre 2023).
La Médersa Bayezid, du nom du sultan ottoman Bayezid II, est une médersa construite par Bayezid en 1506-1508 dans le cadre du complexe social Bayezid à Istanbul.

## Histoire et description
Elle faisait historiquement partie du külliye (complexe religieux et caritatif) de la mosquée Bayezid II située à proximité.
Comme il y avait autrefois une grande piscine rectangulaire à droite de la porte d'entrée, elle est également connue par le public sous le nom de « Piscine Madrasah ». 
Après le déplacement de la bibliothèque, la Médersa Bayezid a été restaurée. Le Musée de l'écriture, ouvert pour la première fois en 1968 dans la médersa Yavuz Selim, a été transféré à la médersa Bayezid après restauration et a été ouvert aux visiteurs sous le nom de Musée de la calligraphie de la Fondation turque le 28 octobre 1984.